# Kamil Krofta

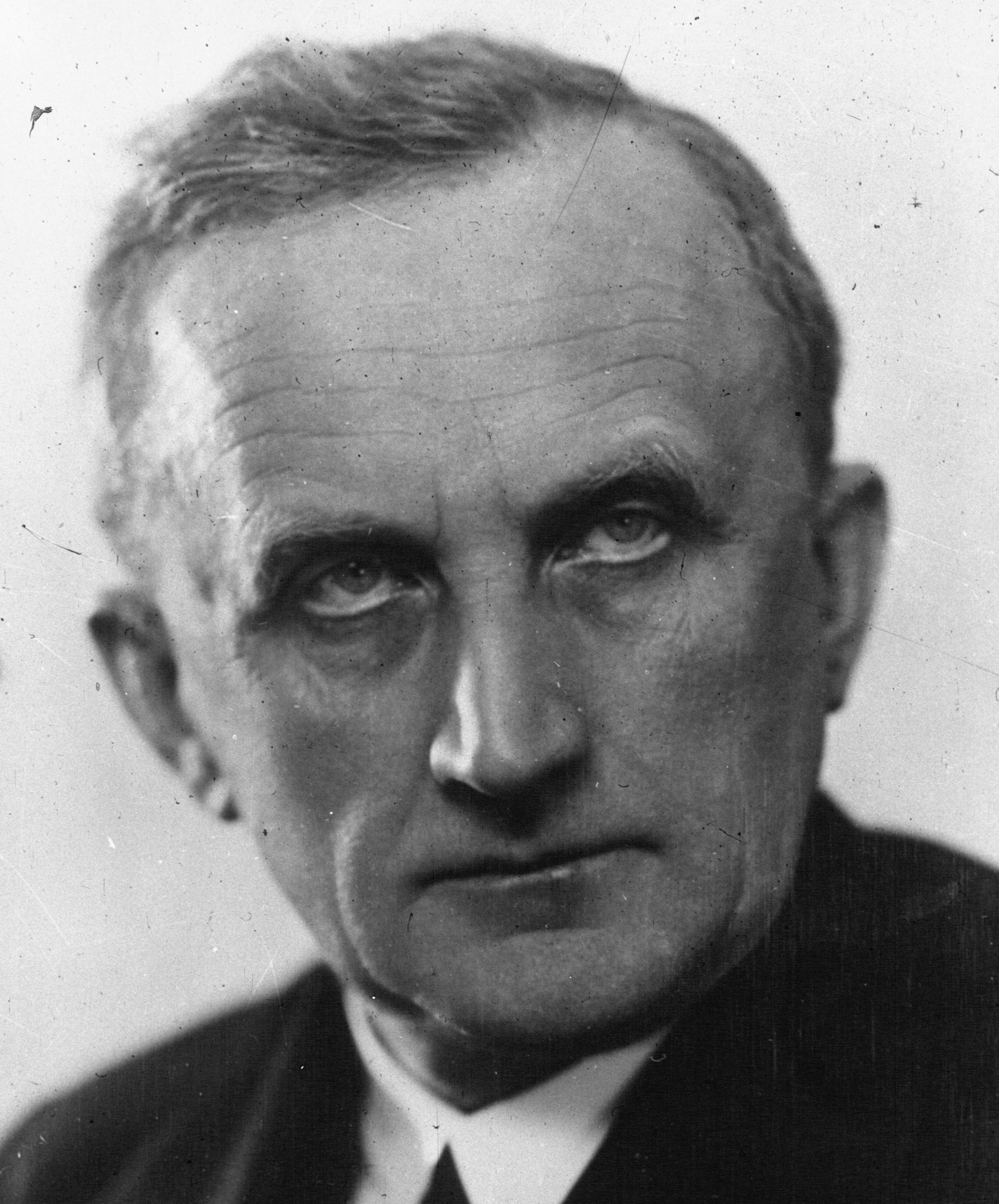
Kamil Krofta (1936)

Kamil Krofta (* 17. Juli 1876 in Pilsen; † 16. August 1945 in Prag) war ein tschechoslowakischer bzw. tschechischer Historiker der Goll-Schule und Diplomat.

## Jugend
1894 beendete er sein Studium am Realgymnasium in Pilsen und begann mit dem Studium der Philosophie in Prag, danach von 1896 bis 1899 in Wien. Von 1899 bis 1901 hielt er sich zum Studium im Archiv des Vatikans auf.

## Wissenschaftliche Laufbahn
Ab 1901 arbeitete Krofta im Böhmischen Landesarchiv in Prag. 1905 wurde er Privatdozent für österreichische Geschichte an der Karls-Universität Prag. Ab 1911 war er als außerordentlicher Professor und ab 1919 ordentlicher Professor für tschechische Geschichte mit besonderer Berücksichtigung der Slowakei.

## Politische Laufbahn
Von 1919 war er Botschafter im Vatikan und war maßgeblich an der Anerkennung der Tschechoslowakei durch den Kleinstaat beteiligt. Von 1921 bis 1925 residierte er als Botschafter in Wien, wobei er hier auch Vorlesungen an der Comenius-Universität Bratislava hielt. 1925 bis 1927 war er Botschafter in Berlin. Ab 1927 übernahm er die Fachleitung des Präsidiums des Außenministeriums unter der Regierung des Präsidenten Edvard Beneš. 1936 ging er in den Ruhestand. Vom 29. Februar 1936 bis 4. Oktober 1938 wurde er als Nachfolger von Milan Hodža als Außenminister der Tschechoslowakischen Republik in der Regierung Jan Syrový I tätig. 
Nach der Errichtung des Protektorats veröffentlichte er eine Verteidigungsschrift der tschechoslowakischen Außenpolitik. Er schloss sich der tschechischen Widerstandsgruppe Parsifal an und war eine der führenden Persönlichkeiten der Vorbereitenden Nationalen Revolutionsversammlung (Přípravný národní revoluční výbor). 1944 wurde er inhaftiert und zunächst im Gefängnis Pankrác später im KZ Theresienstadt gefangen gehalten.
Er starb an den Folgen seiner Inhaftierung kurz nach der Befreiung der Tschechoslowakei.

## Mitgliedschaften
Ab 1916 war er außerordentliches Mitglied der Tschechoslowakischen Akademie der Wissenschaften.

## Werke
Der größte Teil seiner Bücher beschäftigte sich mit der böhmischen Geschichte. Von 1903 bis 1909 verfasste er gemeinsam mit Jan Bedřich Novák ein Buch über böhmische Parlamente und Versammlungen vor der Schlacht am Weißen Berg. Ein weiteres historisch wertvolles Werk war seine Aufbereitung der Hussitenzeit, in der er sich vor allem mit dem Studium der Geschichte der Religion und der Kirche seit dem 15. Jahrhundert bis zum Ausbruch des Dreißigjährigen Krieges beschäftigte. Daneben interessierte ihn aber auch die wirtschaftliche und soziale Geschichte Böhmens. Auf diesem Gebiet verfasste er einige Bücher und Aufsätze über das Leben der ländlichen Bevölkerung, Zollrecht in Mähren im 16. Jahrhundert, Beginn des böhmischen Steuerrechts und weitere.

### In deutscher Sprache publiziert (Auswahl)
- Geschichte der Tschechoslowakei. (Autorisierte Übersetzung aus dem Tschechischen von Camill Hoffmann). Erich Reiss, Berlin 1932.
- Die Deutschen in Böhmen (= Politische Bücherei. Bd. 1, ZDB-ID 537358-x). Orbis, Prag 1924.
- Das Deutschtum in der tschechoslovakischen Geschichte (= Politische Bücherei. Bd. 9). Zwei Vorträge gehalten in der Prager Urania am 16. April und 16. Mai 1934. Orbis, Prag 1934.
- Europa am Scheideweg. Exposé des Ministers der Auswärtigen Angelegenheiten gehalten in den Außenausschüssen des Abgeordnetenhauses und des Senates am 28. Mai 1936 (= Čechoslovakische Quellen und Dokumente. Nr. 11, ZDB-ID 84155-9). Orbis, Prag 1936.
- Die Wurzeln der tschechoslovakischen Außenpolitik (= Prager Rundschau. Sonderbeilage, Heft Jänner 1937, ZDB-ID 400742-6). Orbis, Prag 1937.
- Die Deutschen im Tschechoslovakischen Staate (= Tschechoslovakische Quellen und Dokumente. Nr. 20). Orbis, Prag 1937.
- Die Tschechoslowakei und die internationale Situation zu Anfang des Jahres 1937. Exposé des Außenministers. Vorgetragen am 2. März 1937 in den Außenausschüssen des Abgeordnetenhauses und des Senates der Nationalversammlung (= Tschechoslovakische Quellen und Dokumente. Nr. 21). Orbis, Prag 1937.
- Die Tschechoslovakei und die kleine Entente in der heutigen europäischen Politik. Exposé des Außenministers. Vorgetragen am 21. Mai 1937 in den Außenausschüssen des Abgeordnetenhauses und des Senates der Nationalversammlung (= Tschechoslovakische Quellen und Dokumente. Nr. 22). Orbis, Prag 1937.